# Benjamin Merkelbach

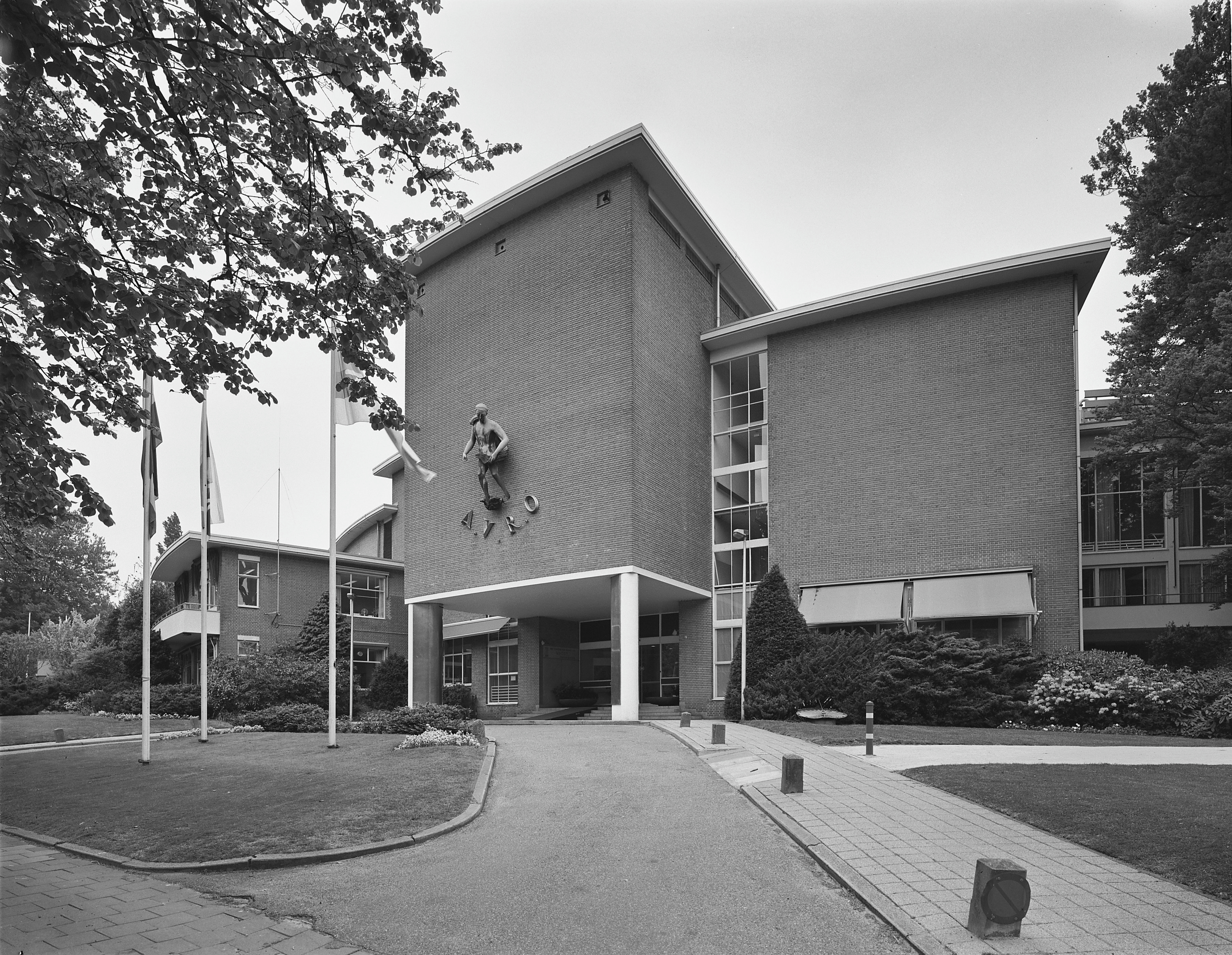
Voorgevel AVRO-studio te Hilversum.

Benjamin Merkelbach, bekend als Ben Merkelbach, (Amsterdam, 10 oktober 1901 - Amsterdam, 18 oktober 1961) was een Nederlands architect.

## Carrière
Benjamin Merkelbach werd opgeleid aan de School voor Bouwkunde, Versierende Kunsten en Ambachten in Haarlem. Als architect werkte hij van 1929 tot 1949 samen met Charles Karsten (1904-1979), daarna van 1949 tot 1955 met Piet Elling. In 1956 werd hij benoemd tot Stadsbouwmeester van Amsterdam.
In 1927 richtte hij met zeven studiematen uit Haarlem De 8 op, de groep architecten die de stroming van het nieuwe bouwen (of nieuwe zakelijkheid) in Amsterdam vertegenwoordigden.
Het eerste grote project van het bureau betrof de uitbreiding van de wijk Landlust in Amsterdam. Merkelbach en Karsten braken met de traditionele gesloten woonblokken door open strokenbouw toe te passen. Dit kreeg veel navolging. In 1941 verbouwde het bureau de Cinetone Filmstudio's Amsterdam voor de UFA, waarvoor het na de bevrijding aanvankelijk een werkverbod kreeg.
Na de oorlog (1947-1951) ontwierp het duo het 800 duplexwoningen tellende Tuindorp Frankendaal ("Jeruzalem"), een Amsterdamse wijk met L-vormige bebouwing rond groene binnenhoven.

## Privé
Merkelbach trouwde in 1929 met Bep van Doesburgh. Zij kregen in 1930 een dochter. Zijn vrouw overleed in 1938. In 1940 trouwde hij schrijfster Leni Mengelberg. Hij was de stiefvader van de drie kinderen uit haar eerder huwelijk met schrijver Lou Lichtveld: Cecilia, Noni en Peter Lichtveld. Dit gezin was onderdeel van de groep intellectuelen en artiesten die was ondergedoken in het doktershuis van Landsmeer. In 1957, 4 jaar voor zijn dood, is het echtpaar op uitnodiging van de gemeente Amsterdam in Huize Frankendael komen wonen. Enige tijd daarna is Mengelbergs oudste dochter Cecile, haar echtgenoot en twee kinderen bij hen ingetrokken. In die tijd heeft hij veel restauratiewerkzaamheden gepleegd aan het sterk vervallen huis.

## Bouwwerken, ontworpen door Merkelbach
- Zomerhuis Dijkstra, Groet (NH), met Ch.J.F. Karsten; voltooid in 1934
- AVRO-studio, Hilversum, met Ch.J.F. Karsten; 1936
- woningstrokenbouw in Landlust, Amsterdam-West, met andere architecten; 1937
- Fabrieksgebouw Van Hallstraat 290, met Ch.J.F. Karsten; 1938-'39
- Rotonde (gebouw), Gorcum; 1941
- uitbreiding van N.V. Lettergieterij 'Amsterdam' v/h N. Tetterode, Amsterdam-West, met Ch.J.F. Karsten; 1949-'50
- woningbouw in Tuindorp Frankendaal ("Jeruzalem"), Amsterdam-Oost, met andere architecten; 1951
- laboratorium en dienstgebouw van de Koninklijke zwavelfabriek Ketjen, Amsterdam-Noord; 1952-1955
- winkels met woningen voor woningbouwvereniging 'Het Oosten' in Geuzenveld, Amsterdam Nieuw-West; 1956
- kantoorgebouw van de Geïllustreerde Pers, Amsterdam-Zuid; 1959
- GAK-gebouw in Bos en Lommer, Amsterdam-West, met Piet Elling en Alexander Bodon; 1957-'60
- Districtspostkantoor Oosterdokskade, Amsterdam-Centrum, na zijn dood voltooid in 1966, gesloopt in 2010.

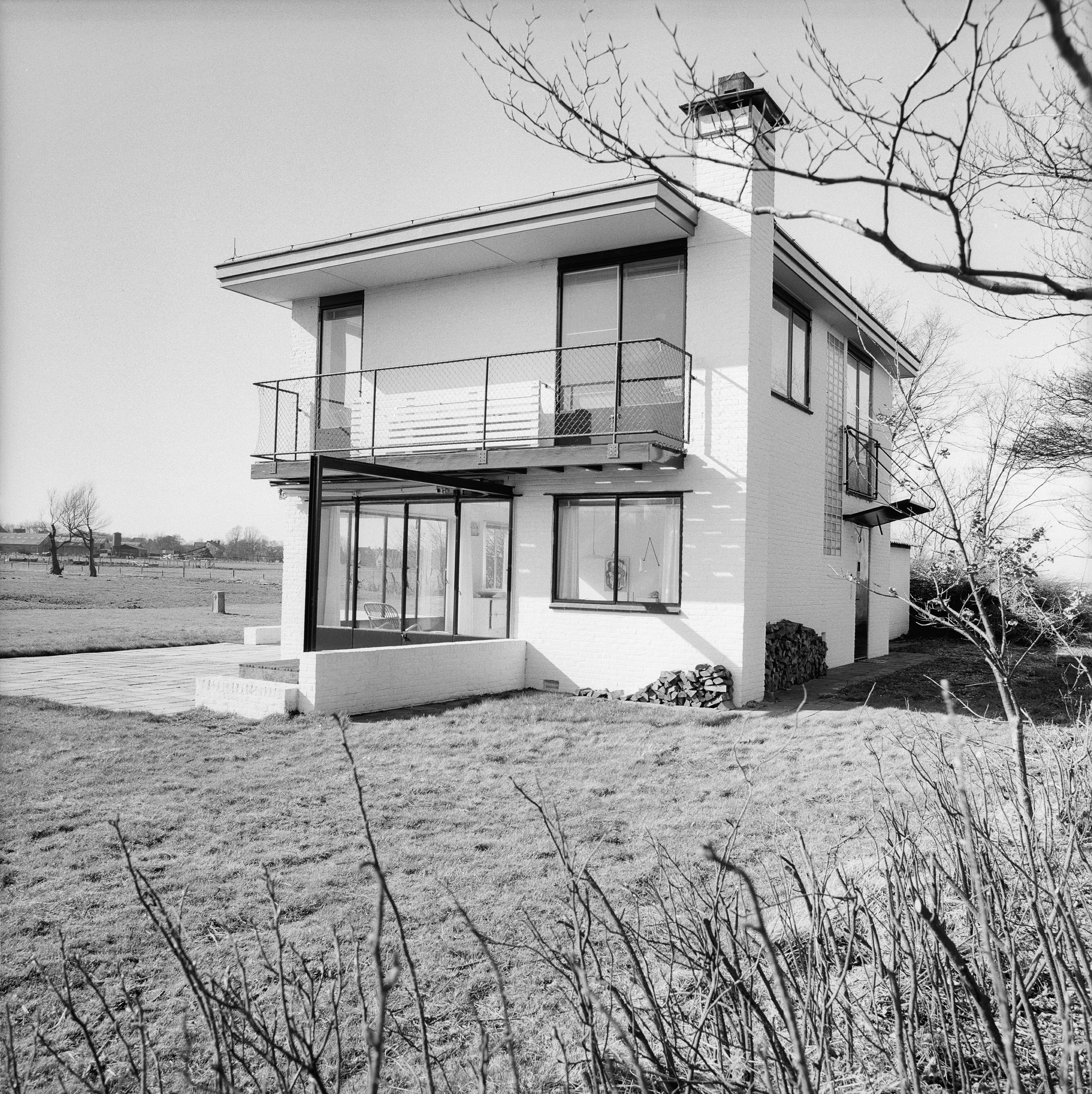
Zomerhuis Dijkstra, Groet (NH)
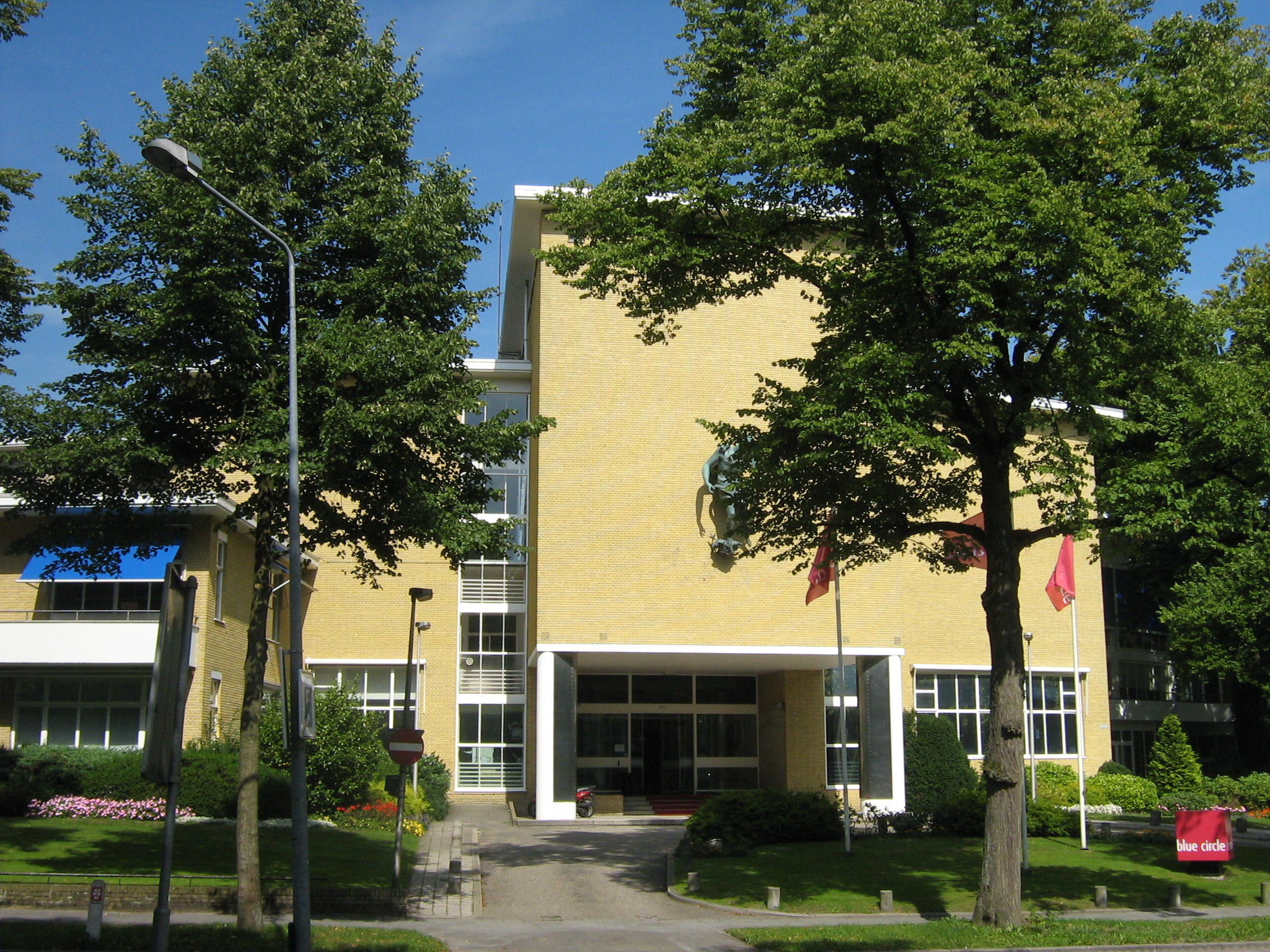
AVRO-studio, Hilversum
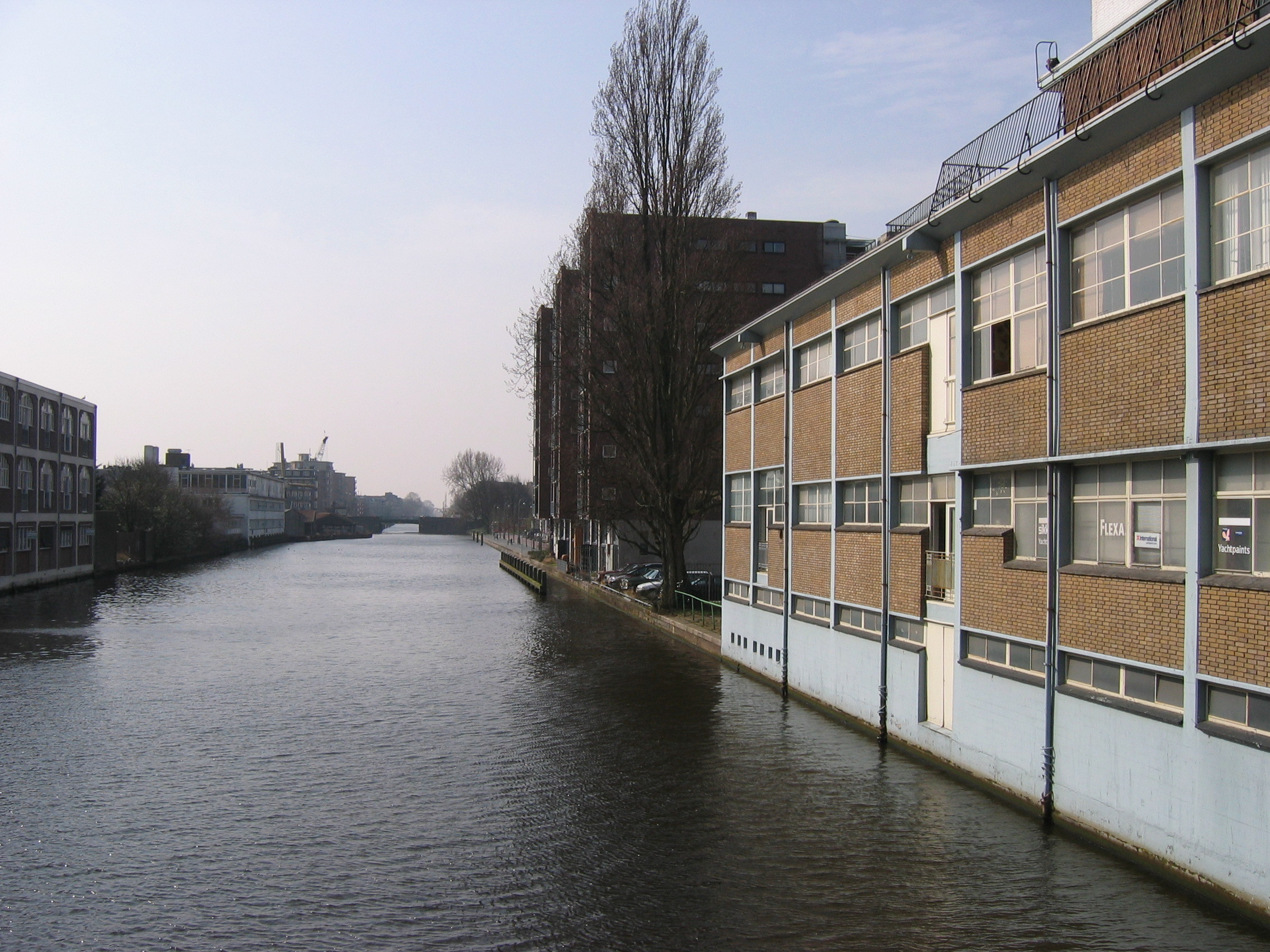
Fabrieksgebouw Van Hallstraat 290
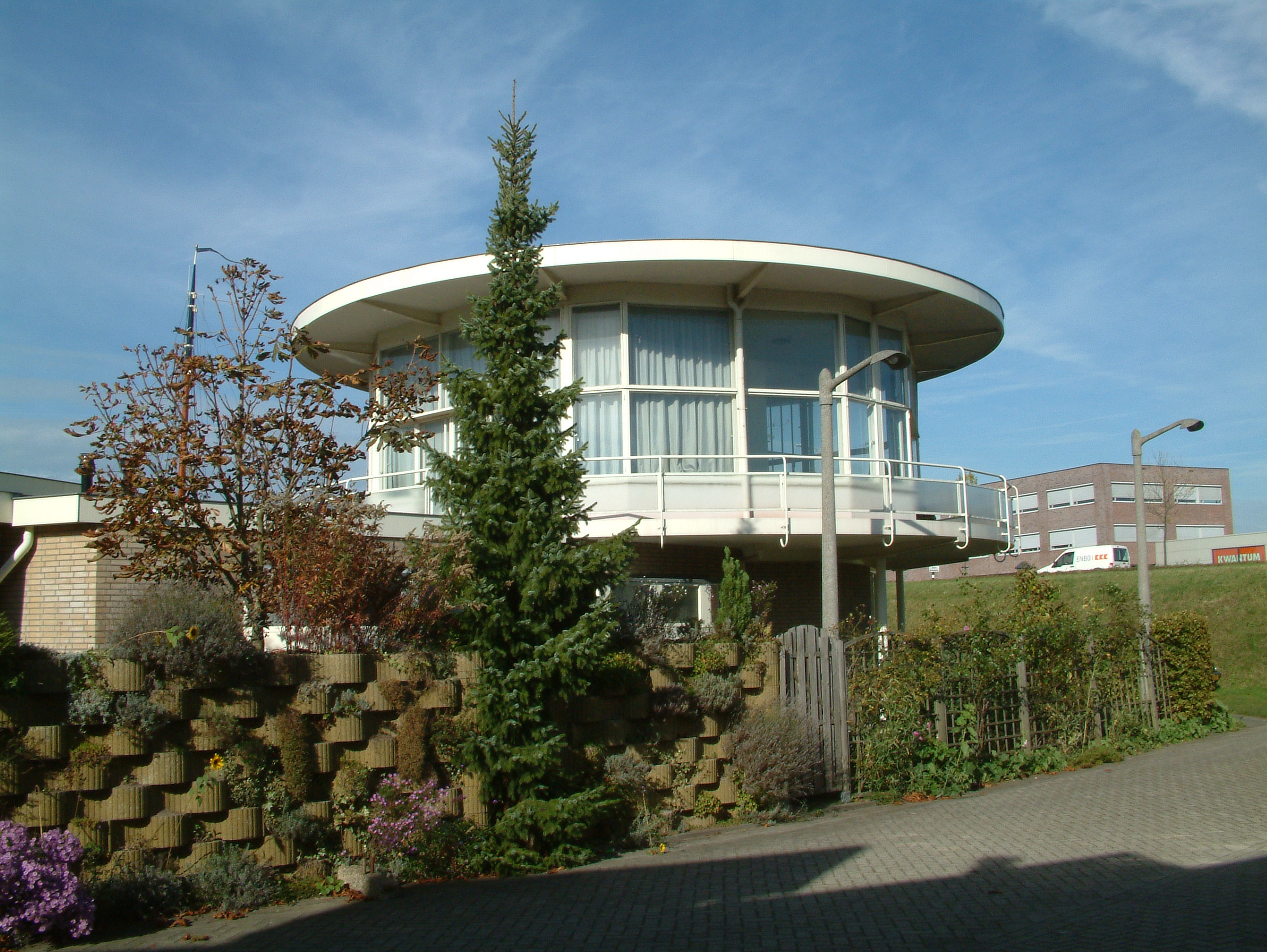
Rotonde (gebouw), Gorinchem
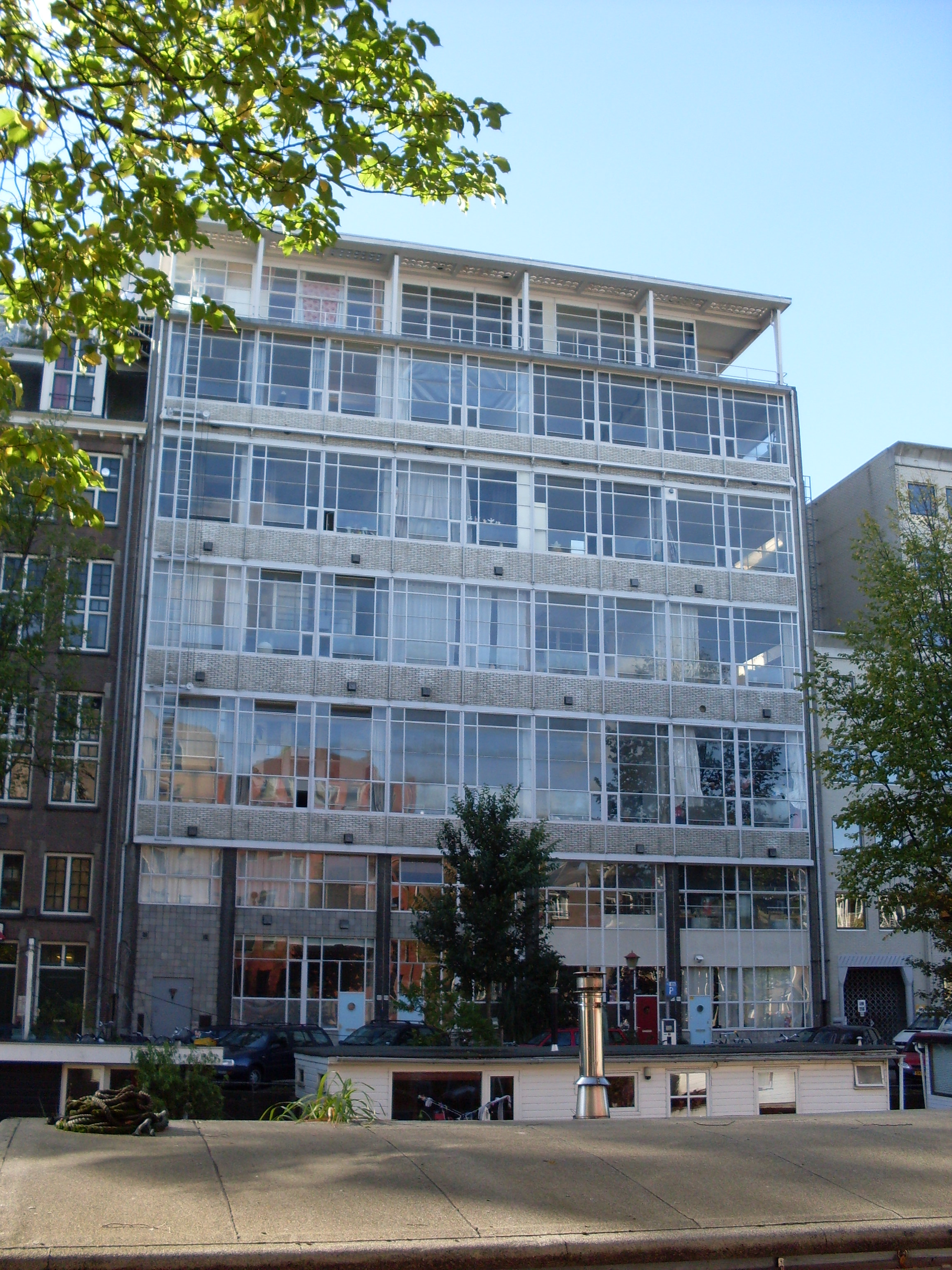
Tetterodecomplex
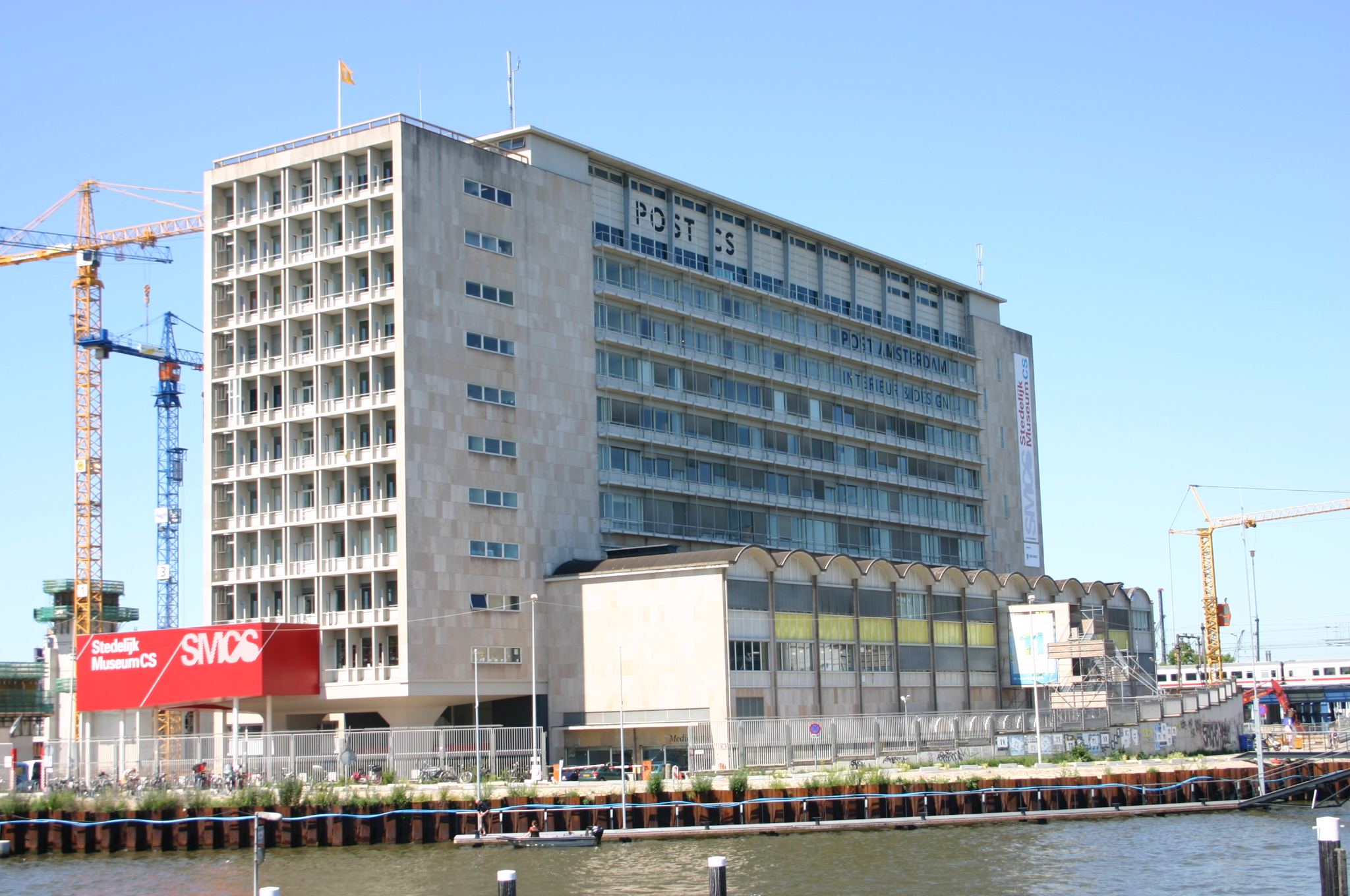
Postkantoor Oosterdokskade, Amsterdam
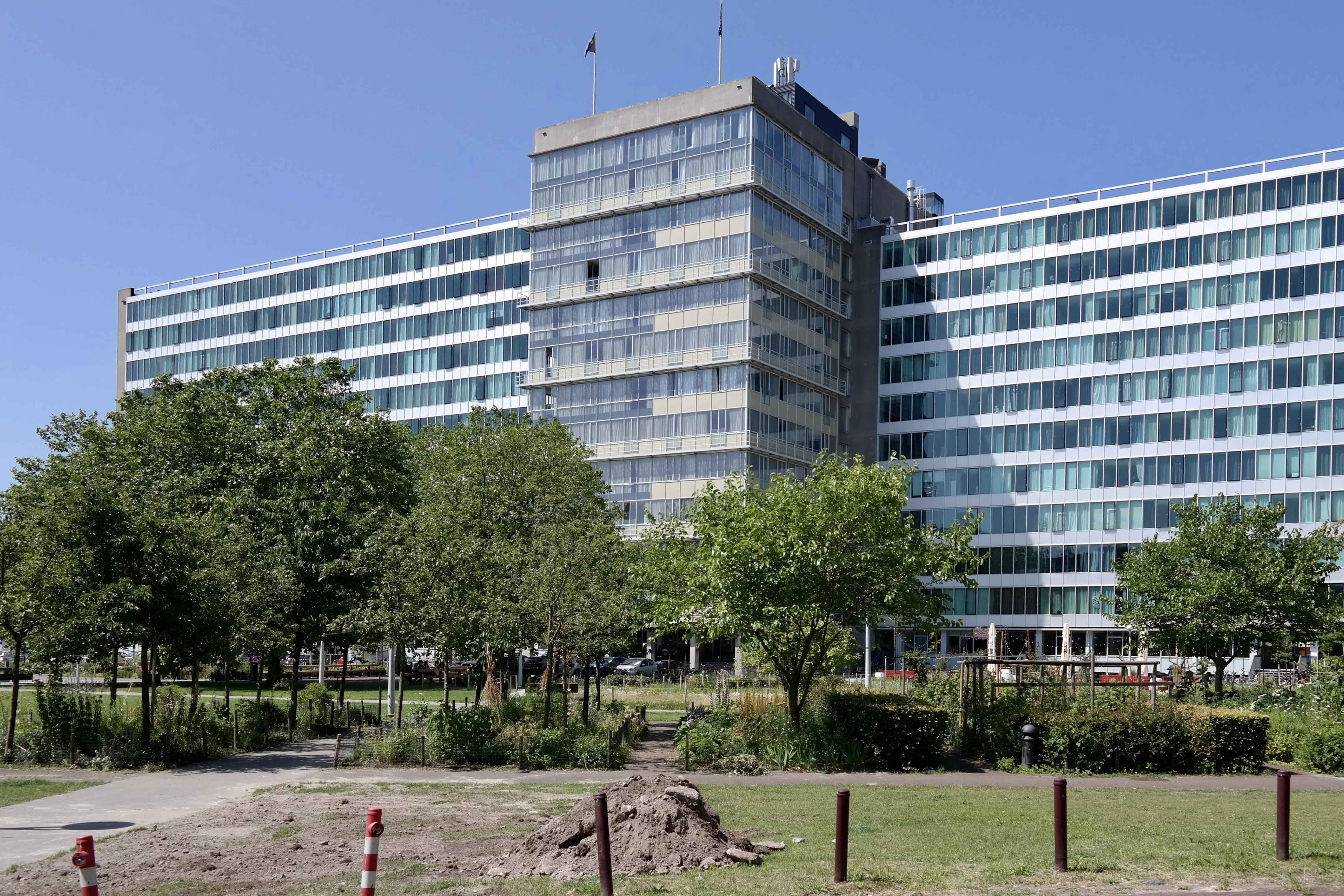
Voormalig GAK-gebouw in Amsterdam